# Крекінг-установка в Токуямі
Крекінг-установка в Токуямі – складова нафтохімічного майданчика концерну Idemitsu, розташованого у префектурі Ямагуті на узбережжі Внутрішнього Японського моря.
Установка парового крекінгу в Токуямі розрахована на споживання газового бензину та здатна продукувати 623 тисячі тонн етилену та 374 тисячі тонн пропілену на рік. Незначна частина етилену споживається для виробництва мономеру стирену (340 тисяч тонн), тоді як більшість спрямовується на розташовані неподалік підприємства інших компаній, котрі займаються випуском мономеру вінілхлориду. Зокрема, три заводи концерну Tosoh мають здатність випускати 1,2 млн тонн цього продукту, тоді як виробництво Tokuyama Corporation має потужність на рівні 330 тисяч тонн/
Пропілен потребен компанії Prime Polymer (65 % Mitsui, 35 % Idemitsu) для продукування поліпропілену (200 тисяч тонн), а також концерну Tokuyama Corporation, котрий володіє виробництвами оксиду пропілену (80 тисяч тонн) та ізопропілового спирту  (70 тисяч тонн).